# Ants from Up There
Ants from Up There è il secondo album in studio del gruppo musicale britannico Black Country, New Road, pubblicato nel 2022. Su Metacritic totalizza un punteggio di 92 su 100, basato su 20 recensioni professionali.
| Recensione           | Giudizio |
| -------------------- | -------- |
| AllMusic             | [ 2 ]    |
| Clash                | 9/10     |
| The Line of Best Fit | 10/10    |
| NME                  | [ 5 ]    |
| Pitchfork            | 8.4/10   |
| PopMatters           | 9/10     |
| The Skinny           | [ 8 ]    |
| Uncut                | [ 9 ]    |

## Tracce
1. Intro – 0:54
2. Chaos Space Marine – 3:36
3. Concorde – 6:03
4. Bread Song – 6:20
5. Good Will Hunting – 4:58
6. Haldern – 5:05
7. Mark's Theme – 2:47
8. The Place Where He Inserted the Blade – 7:13
9. Snow Globes – 9:13
10. Basketball Shoes – 12:37

## Formazione
Gruppo
- Isaac Wood - voce, chitarra
- Luke Mark - chitarra, cori
- May Kershaw - tastiera, marimba, glockenspiel, cori
- Georgia Ellery - violino, mandolino, violoncello, cori
- Lewis Evans - sassofono, flauto, cori
- Tyler Hyde - basso, cori
- Charlie Wayne - batteria, cori

Altri musicisti
- Tony Fagg – banjo (2)
- Mark Paton – voce (7)
- Basil Tierney – batteria (10)

## Classifiche
| Classifica (2022) | Posizione massima |
| ----------------- | ----------------- |
| Australia         | 6                 |
| Austria           | 29                |
| Belgio (Fiandre)  | 11                |
| Belgio (Vallonia) | 51                |
| Francia           | 144               |
| Germania          | 10                |
| Irlanda           | 18                |
| Italia            | 74                |
| Nuova Zelanda     | 17                |
| Paesi Bassi       | 9                 |
| Regno Unito       | 3                 |
| Svizzera          | 25                |